# Wyspa Bennetta
Wyspa Bennetta (ros. Остров Бе́ннетта) – największa wyspa z archipelagu Wysp De Longa na Morzu Wschodniosyberyjskim, za północnym kołem podbiegunowym. Administracyjnie przynależy do rosyjskiej Jakucji.

## Geologia

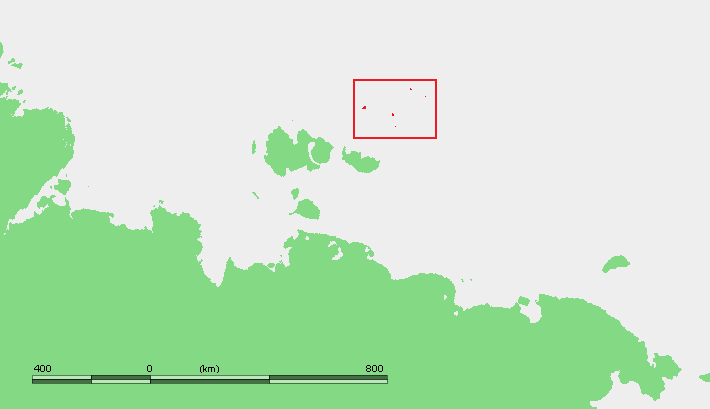
Położenie wysp De Longa

Wyspa Bennetta złożona jest z wczesnopaleozoicznych, późnokredowych i czwartorzędowych skał osadowych i magmowych. Najstarsze z nich to morskie skały osadowe z kambru i ordowiku. Składają się one z 500-metrowej grubości warstwy kambryjskich argilitów z mniejszą domieszką mułowców i wapieni zawierających skamieniałości trylobitów oraz 1000–1200 m warstwy ordowickich argilitów, mułowców i kwarcowych piaskowców zawierających graptolity. Te paleozoiczne skały przykryte są warstwą późnokredowych węglonośnych argilitów, kwarcytopodobnych piaskowców i bazaltowej magmy i tufu wulkanicznego. Nad nią z kolei leży bazaltowa magma z czasów od pliocenu do czwartorzędu.

## Lodowce
Wyspa Bennetta jest przykryta stałą pokrywą lodową. W 1987 na pokrywę lodową wyspy składały się cztery oddzielne lodowce o łącznej powierzchni 65,87 km². Wszystkie położone były na wysokich bazaltowych płaskowyżach otoczonych przez strome, poszarpane zbocza.
W 1992 Wierkulicz wraz z współpracownikami nadali lodowcom nazwy Wschodni De Longa, Zachodni De Longa, Mały oraz Tolla. Największym był Lodowiec Tolla o powierzchni 55,5 km², zajmujący środkową część wyspy na wysokości od 380 do 390 m n.p.m. i grubości 160–170 m w środkowej części. W jego skład wchodził lodowiec ujściowy Zachodni Seeberga, przez który lód z Tolla spływał do morza. Drugim co do wielkości był lodowiec Wschodni De Longa o powierzchni 5,16 km² w 1987. Położony był na wysokości 420 m n.p.m. w południowo-wschodniej części wyspy i miał grubość 40–45 m. Kolejnym był Mały o powierzchni 4,04 km² położony na wysokości 40–50 m w północno-wschodniej części wyspy i grubości 40–50 m. Najmniejszym był Zachodni De Longa z powierzchnią 1,17 km², na wysokości 330–340 m n.p.m. i grubości 40 m. W 1987 objętość ich wszystkich kurczyła się w ciągu ostatnich 40 lat.
Wszystkie opisane przez zespół Wierkulicza lodowce, Głazowski omówił jako pokrywę lodową Tolla, która według Wierkulicza odnosiła się do lodowca Tolla. W 1996 jej powierzchnia wynosiła 54,2 km², a wysokość sięgała 384 m n.p.m. z linią równowagi na wysokości 200 m n.p.m.
Według badań z 1992, 1997 i 2002 lodowce na Wyspie Bennetta i innych Wysp De Longa przykryte są resztkami małych pokryw lodowych uformowanych w czasie ostatniego maksimum glacjalnego około 17 000 do 24 000 lat p.n.e. Wyspy te były wówczas głównymi wzgórzami dużej równiny nazywanej Wielką Równiną Arktyczną, która obecnie leży pod wodami Oceanu Arktycznego i Morza Wschodniosyberyjskiego.

## Historia odkrycia
Wyspa Bennetta została odkryta przez amerykańskiego podróżnika George’a Washingtona De Longa w 1881 i nazwana na cześć Jamesa Gordona Bennetta Juniora, który sfinansował ekspedycję. De Long wyruszył w podróż w 1879 na pokładzie „Jeannette” z zamiarem dopłynięcia do Wyspy Wrangla i odkrycia otwartego morza w rejonie bieguna północnego. Jednakże statek wpłynął na pak lodowy w pobliżu Wyspy Geralda w 1879, gdzie utknął, a następnie został zniszczony przez lód w czerwcu 1881. Wówczas członkowie wyprawy zostali zmuszeni do przemierzania lodu pieszo. W ten sposób została w lipcu 1881 odkryta Wyspa Bennetta, gdzie spędzili kilka dni, by później trafić na Wyspy Nowosyberyjskie i następnie na Syberię kontynentalną.